# Lei dos senos
Em trigonometria, a lei dos senos é uma relação matemática de proporção sobre a medida de triângulos arbitrários em um plano. Em um triângulo {\displaystyle ABC}qualquer, inscrito em uma circunferência de raio {\displaystyle r}, de lados {\displaystyle {\overline {BC}}}, {\displaystyle {\overline {AC}}\,\!} e {\displaystyle {\overline {AB}}\,\!}, que medem respectivamente {\displaystyle a}, {\displaystyle b} e {\displaystyle c}, com ângulos internos {\displaystyle {\widehat {A}}}, {\displaystyle {\widehat {B}}} e {\displaystyle {\widehat {C}}} vale a seguinte relação:
{\displaystyle {\frac {a}{\sin {\widehat {A}}}}={\frac {b}{\sin {\widehat {B}}}}={\frac {c}{\sin {\widehat {C}}}}=2r\,\!}

## Demonstração
Para demonstrar a lei dos senos, tomamos um triângulo ABC qualquer inscrito em uma circunferência de raio r. A partir do ponto B pode-se encontrar um ponto diametralmente oposto D, e, ligando D a C, formamos um novo triângulo BCD retângulo em C.
Da figura, pelo teorema do ângulo inscrito podemos chegar à conclusão que {\displaystyle {\widehat {A}}={\widehat {D}}\,\!}, porque determinam na circunferência uma mesma corda {\displaystyle {\overline {BC}}\,\!}. Desta forma, podemos relacionar:
{\displaystyle \sin {\widehat {D}}={\frac {a}{2r}}}
{\displaystyle \Rightarrow a=2r\cdot \sin {\widehat {A}}}
{\displaystyle \Rightarrow {\frac {a}{\sin {\widehat {A}}}}=2r}
Fazendo todo este mesmo processo para os ângulos {\displaystyle {\widehat {B}}\,\!} e {\displaystyle {\widehat {C}}\,\!} teremos as relações:
{\displaystyle {\frac {b}{\sin {\widehat {B}}}}} e {\displaystyle {\frac {c}{\sin {\widehat {C}}}}=2r}

em que b é a medida do lado AC, oposto a {\displaystyle {\widehat {B}}\,\!}, c é a medida do lado AB, oposto a {\displaystyle {\widehat {C}}\,\!}, e 2r é uma constante.
Logo, podemos concluir que:
{\displaystyle {\frac {a}{\sin {\widehat {A}}}}={\frac {b}{\sin {\widehat {B}}}}={\frac {c}{\sin {\widehat {C}}}}=2r\,\!}

Outro modo de demonstrar é usando geometria analítica com vetores:
Definimos um triângulo formado pela soma {\displaystyle {\vec {b}}+{\vec {c}}} e o resultante {\displaystyle {\vec {a}}} e os ângulos {\displaystyle {\widehat {C}}},{\displaystyle {\widehat {B}}} e {\displaystyle {\widehat {A}}} correspondendo respectivamente aos vetores {\displaystyle {\vec {a}}} e {\displaystyle {\vec {b}}}, {\displaystyle {\vec {a}}} e {\displaystyle {\vec {c}}}, {\displaystyle {\vec {b}}} e {\displaystyle {\vec {c}}}. Sabendo que o dobro da área, representada por {\displaystyle S}, do triângulo formado entre os vetores {\displaystyle {\vec {u}}} e {\displaystyle {\vec {v}}} é calculada com o módulo do produto vetorial entre eles e que:
{\displaystyle \|{\vec {u}}\times {\vec {v}}\|=\|{\vec {u}}\|\cdot \|{\vec {v}}\|\cdot \sin(\theta )}

Sendo {\displaystyle \theta } o ângulo entre os vetores {\displaystyle {\vec {u}}} e {\displaystyle {\vec {v}}}, dessa forma temos o seguinte desenvolvimento:
{\displaystyle \|{\vec {a}}\times {\vec {b}}\|=\|{\vec {a}}\times {\vec {c}}\|=\|{\vec {b}}\times {\vec {c}}\|=2S}
{\displaystyle \|{\vec {a}}\|\cdot \|{\vec {b}}\|\cdot \sin {\widehat {C}}=\|{\vec {a}}\|\cdot \|{\vec {c}}\|\cdot \sin {\widehat {B}}=\|{\vec {b}}\|\cdot \|{\vec {c}}\|\cdot \sin {\widehat {A}}=2S}
{\displaystyle {\frac {\|{\vec {a}}\|\cdot \|{\vec {b}}\|\cdot \sin {\widehat {C}}}{\|{\vec {a}}\|\cdot \|{\vec {b}}\|\cdot \|{\vec {c}}\|}}={\frac {\|{\vec {a}}\|\cdot \|{\vec {c}}\|\cdot \sin {\widehat {B}}}{\|{\vec {a}}\|\cdot \|{\vec {b}}\|\cdot \|{\vec {c}}\|}}={\frac {\|{\vec {b}}\|\cdot \|{\vec {c}}\|\cdot \sin {\widehat {A}}}{\|{\vec {a}}\|\cdot \|{\vec {b}}\|\cdot \|{\vec {c}}\|}}={\frac {2S}{\|{\vec {a}}\|\cdot \|{\vec {b}}\|\cdot \|{\vec {c}}\|}}}
{\displaystyle {\frac {\sin {\widehat {C}}}{\|{\vec {c}}\|}}={\frac {\sin {\widehat {B}}}{\|{\vec {b}}\|}}={\frac {\sin {\widehat {A}}}{\|{\vec {a}}\|}}={\frac {1}{2r}}}
Que pode ser representado como a lei dos senos que conhecemos:
{\displaystyle {\frac {a}{\sin {\widehat {A}}}}={\frac {b}{\sin {\widehat {B}}}}={\frac {c}{\sin {\widehat {C}}}}=2r}

Pois é uma relação possível de se inverter.

## Trigonometria esférica

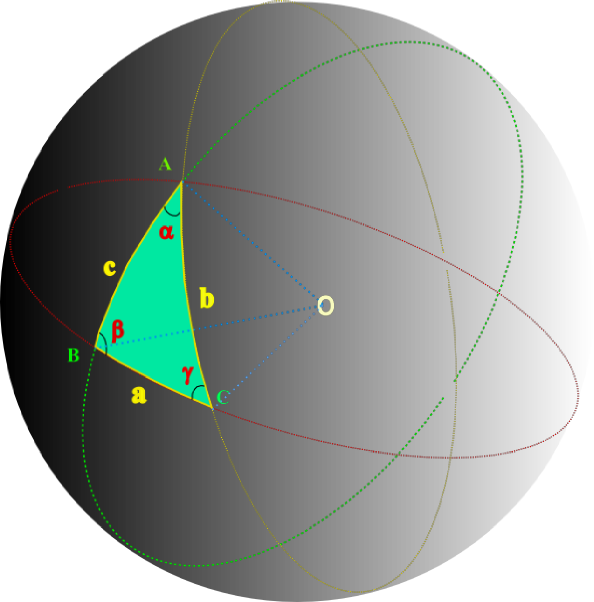
Lei dos senos para um triângulo esférico

Em um triângulo esférico existe uma lei muito parecida:
{\displaystyle {\frac {\operatorname {sen} a}{\operatorname {sen} A}}={\frac {\operatorname {sen} b}{\operatorname {sen} B}}={\frac {\operatorname {sen} c}{\operatorname {sen} C}}\,}
A lei dos senos na trigonometria plana é o caso limite desta lei; o triângulo plano é o limite de um triângulo esférico quando os lados tendem a zero, e, no limite, {\displaystyle {\frac {x}{sinx}}\to 1\,}.